# تگرگ‌ریزه

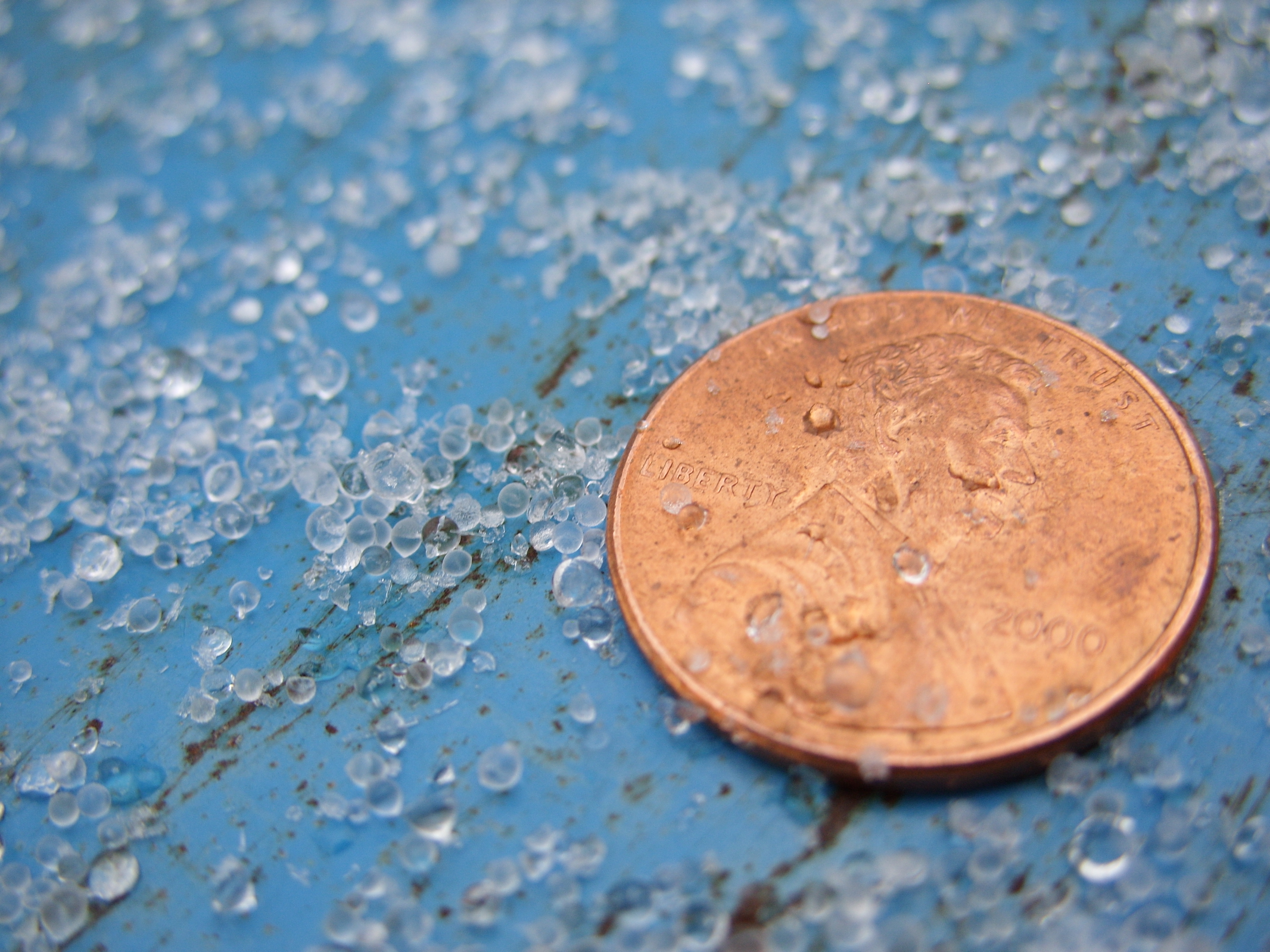
تگرگ‌ریزه در کنار یک سکه برای نمایش مقیاس و اندازه

تگرگ‌ریزه (به انگلیسی کانادایی: Ice pellets) نوعی بارندگی است که از گلوله‌های کوچک، سفت و شفاف یخ تشکیل شده است. تگرگ‌ریزه با برف‌دانه ("برف نرم") که از یخ مات سفید منجمد ساخته شده، متفاوت است. همچنین تگرگ‌ریزه یا برف‌باران با برف و باران که مایع برفابه‌ای یا نیمه‌جامد است نیز تفاوت دارد. تگرگ‌ریزه‌ها اغلب هنگامی که به زمین یا سایر اجسام جامد برخورد می‌کنند، پرش می‌کنند، و هنگام ضربه زدن به اشیائی مانند ژاکت، شیشه جلو یا برگ‌های خشک، در مقایسه با صدای یکنواخت قطرات باران مایع، ضربه‌ای با صدای بلندتر می‌زنند. تگرگ‌ریزه به‌طور کلی در توده‌های جامد دیگر منجمد نمی‌شود، مگر اینکه با باران یخ‌زده مخلوط شود. کد متار تگرگ‌ریزه PL است (پیش از نوامبر ۱۹۹۸ کد متار آن PE بود).

## واژه‌شناسی
در ایالات متحده آمریکا، تگرگ‌ریزه را به نام برف‌باران (به انگلیسی آمریکایی: sleet) می‌شناسند و این اصطلاح به‌صورت رسمی توسط خدمات هواشناسی ملی ایالات متحده آمریکا استفاده می‌شود. با این حال، اصطلاح برف‌باران (sleet) در بیشتر کشورهای مشترک‌المنافع شامل کانادا، به معنای باران و برف آمیخته است. به‌همین دلیل محیط زیست و تغییر اقلیم کانادا هیچگاه اصطلاح برف‌باران (sleet) را برای این پدیده به‌کار نمی‌برد و به‌جای آن از تگرگ‌ریزه یا برف مرطوب استفاده می‌کند.

## شکل‌گیری
تگرگ‌ریزه که گاهی به آن باران یخ‌زده نیز گفته می‌شود، را می‌توان قطرات منجمد شده باران دانست. اگر قطرات آبی که از ابر نزول می‌کنند با لایه‌ای از هوا مواجه شوند که دمای آن در حد انجماد است، به حبه‌های کوچک و سرد یخ تبدیل می‌گردند؛ بنابراین ریزش تگرگ‌ریزه، مسئله وارونگی دما را نشان می‌دهد، در یک ابر معمولی دمای داخل ابر ممکن است نزدیک به نقطه انجماد باشد، اما اگر هوای زیر ابرها کمی سردتر باشد، تگرگ‌ریزه شکل می‌گیرد. همچنین تگرگ‌ریزه ممکن است از یخ زدن برف ذوب شده‌ای که از لایه هوای سرد نزدیک زمین می‌گذرد تشکیل شود.